# Gustaf Rydberg (språkforskare)
Gustaf Leonard Rydberg, född 18 oktober 1861 i Strängnäs, död 26 april 1938 i Nacka, var en svensk språkforskare och ämbetsman. 
Rydberg blev filosofie doktor och docent i romanska språk i Uppsala 1893, lektor i engelska och franska vid högre allmänna läroverket där 1896, förordnades 1911 till ledamot av dåvarande överstyrelsen för rikets allmänna läroverk och var 1919–1928 undervisningsråd samt ledamot av Skolöverstyrelsen. Jämsides med sin läroverkstjänstgöring uppehöll han vid flera tillfällen professuren i romanska språk vid Uppsala universitet och utvecklade samtidigt ett omfattande vetenskapligt författarskap. År 1908 var han uppförd på förslag till nämnda professur och erhöll 1909 professors namn, heder och värdighet. 
Bland Rydbergs skrifter märks särskilt Le développement de facere dans les langues romanes (gradualavhandling, 1893) samt den i flera delar utgivna undersökningen Zur Geschichte des französischen ə (1896–1907). I sin forskning ägnade han sig främst åt galloromanskan och lämnade därvid bidrag till dess ljudutveckling samt därmed sammanhängande problem.
Rydberg är begravd på Gamla kyrkogården i Strängnäs.